# Payena acuminata
Payena acuminata là một loài thực vật có hoa trong họ Hồng xiêm. Loài này được (Blume) Pierre mô tả khoa học đầu tiên năm 1885.